# Breathe Gentle
Breathe Gentle is een nummer van de Italiaanse zanger Tiziano Ferro. Het nummer, afkomstig van zijn vierde studioalbum Alla Mia Età, is een duet met de Amerikaanse zangeres Kelly Rowland. Hoewel het nummer wordt uitgebracht als derde single van zijn album, is het pas het eerste nummer van Ferro wat aanslaat sinds hij in 2004 de tipparade behaalde met Universal Prayer (duet met Jamelia). Breathe Gentle werd door Radio 538 verkozen tot Alarmschijf.

## Tracklist
Digitale single
1. "Breathe Gentle" (album version) – 3:41
2. "Indietro" (live @ Rolling Stone) – 3:45

Ep album
1. "Breathe Gentle" (album version) – 3:41
2. "Alla Mia Età" (acoustic remix) – 3:28
3. "Breathe Gentle" (Tiziano's audio comment) – 1:42

Het origineel van Breath Gentle van Tiziano Ferro is afkomstig uit het Pachelbels canon in D grote terts.

## Hitnotering
| "Breathe Gentle" in de Nederlandse Top 40 - Binnen: 25-04-2009 | "Breathe Gentle" in de Nederlandse Top 40 - Binnen: 25-04-2009 | "Breathe Gentle" in de Nederlandse Top 40 - Binnen: 25-04-2009 | "Breathe Gentle" in de Nederlandse Top 40 - Binnen: 25-04-2009 | "Breathe Gentle" in de Nederlandse Top 40 - Binnen: 25-04-2009 | "Breathe Gentle" in de Nederlandse Top 40 - Binnen: 25-04-2009 | "Breathe Gentle" in de Nederlandse Top 40 - Binnen: 25-04-2009 | "Breathe Gentle" in de Nederlandse Top 40 - Binnen: 25-04-2009 | "Breathe Gentle" in de Nederlandse Top 40 - Binnen: 25-04-2009 | "Breathe Gentle" in de Nederlandse Top 40 - Binnen: 25-04-2009 | "Breathe Gentle" in de Nederlandse Top 40 - Binnen: 25-04-2009 | "Breathe Gentle" in de Nederlandse Top 40 - Binnen: 25-04-2009 |
| Week                                                           | 1                                                              | 2                                                              | 3                                                              | 4                                                              | 5                                                              | 6                                                              | 7                                                              | 8                                                              | 9                                                              | 10                                                             |                                                                |
| -------------------------------------------------------------- | -------------------------------------------------------------- | -------------------------------------------------------------- | -------------------------------------------------------------- | -------------------------------------------------------------- | -------------------------------------------------------------- | -------------------------------------------------------------- | -------------------------------------------------------------- | -------------------------------------------------------------- | -------------------------------------------------------------- | -------------------------------------------------------------- | -------------------------------------------------------------- |
| Nummer                                                         | 26                                                             | 14                                                             | 10                                                             | 9                                                              | 11                                                             | 12                                                             | 17                                                             | 19                                                             | 24                                                             | 32                                                             | uit                                                            |

| "Breathe Gentle" in de Nederlandse Single Top 100 - Binnen: 18-04-2009 | "Breathe Gentle" in de Nederlandse Single Top 100 - Binnen: 18-04-2009 | "Breathe Gentle" in de Nederlandse Single Top 100 - Binnen: 18-04-2009 | "Breathe Gentle" in de Nederlandse Single Top 100 - Binnen: 18-04-2009 | "Breathe Gentle" in de Nederlandse Single Top 100 - Binnen: 18-04-2009 | "Breathe Gentle" in de Nederlandse Single Top 100 - Binnen: 18-04-2009 | "Breathe Gentle" in de Nederlandse Single Top 100 - Binnen: 18-04-2009 | "Breathe Gentle" in de Nederlandse Single Top 100 - Binnen: 18-04-2009 | "Breathe Gentle" in de Nederlandse Single Top 100 - Binnen: 18-04-2009 | "Breathe Gentle" in de Nederlandse Single Top 100 - Binnen: 18-04-2009 | "Breathe Gentle" in de Nederlandse Single Top 100 - Binnen: 18-04-2009 | "Breathe Gentle" in de Nederlandse Single Top 100 - Binnen: 18-04-2009 |
| Week                                                                   | 1                                                                      | 2                                                                      | 3                                                                      | 4                                                                      | 5                                                                      | 6                                                                      | 7                                                                      | 8                                                                      | 9                                                                      | 10                                                                     |                                                                        |
| ---------------------------------------------------------------------- | ---------------------------------------------------------------------- | ---------------------------------------------------------------------- | ---------------------------------------------------------------------- | ---------------------------------------------------------------------- | ---------------------------------------------------------------------- | ---------------------------------------------------------------------- | ---------------------------------------------------------------------- | ---------------------------------------------------------------------- | ---------------------------------------------------------------------- | ---------------------------------------------------------------------- | ---------------------------------------------------------------------- |
| Nummer                                                                 | 22                                                                     | 7                                                                      | 11                                                                     | 32                                                                     | 31                                                                     | 22                                                                     | 25                                                                     | 34                                                                     | 43                                                                     | 77                                                                     | uit                                                                    |